# Marianne Polz
Marianne Polz (* 18. Juli 1944 in Namslau) ist eine deutsche Germanistin und Didaktikerin.

## Leben
Von 1963 bis 1967 absolvierte sie ein Fachlehrerstudium für die Fächer Deutsch und Russisch am Pädagogischen Institut in Leipzig (Staatsexamen). Nach dem erfolgreicher Abschluss 1969 des Vorbereitungsdienstes war sie bis 1978 Lehrerin an einer polytechnischen Oberschule in Deutzen, dann in Markkleeberg. Von 1978 bis 1992 arbeitete sie an der Pädagogischen Hochschule Leipzig als planmäßige Aspirantin, Assistentin und Oberassistentin. Nach der Promotion A 1983 zum Thema „Didaktische Untersuchungen zum kooperationsfördernden Sprachverhalten des Lehrers im Unterrichtsgespräch“ und der Habilitation zum Thema „Prozesskonzeption mündlichen Darstellens im Ausdrucksunterricht unter besonderer Berücksichtigung der Subjekt-Objekt-Dialektik“ 1991 vertrat sie von 1993 bis 1994 C 3-Stellen an der Universität Vechta und der Universität Braunschweig. Von 1994 bis 2009 war sie Professorin für Sprachwissenschaft und deren Didaktik an der Europa-Universität Flensburg (vormals Bildungswissenschaftliche Hochschule Flensburg), bis 2013 nahm sie noch Lehraufträge wahr. In die Flensburger Anfangsjahre fällt ihre Tätigkeit als Mitautorin und Bearbeiterin der Bände 5 bis 10 des Sprachbuchs „Deutschstunden“ (Cornelsen) und der dazu gehörigen Lehrerbände (Neue Ausgabe für Thüringen, Sachsen-Anhalt, Sachsen, Mecklenburg-Vorpommern, Brandenburg, Berlin).
Ihre Forschungsschwerpunkte „Mündliche Kommunikation“ und „Arbeit mit Sachtexten“ haben sich in zahlreichen Publikationen niedergeschlagen.

## Monographien und Herausgeberschaften
- Zur Prozesskonzeption mündlichen Darstellens im Ausdrucksunterricht unter besonderer Berücksichtigung der Subjekt-Objekt-Dialektik. Egelsbach u. a.: Hänsel-Hohenhausen 1992. (Habilitationsschrift; Deutsche Hochschulschriften;474) ISBN 3-89349-474-X.
- (Als Hg. zus. mit Wolfgang Brekle) Der Dialog geht weiter. Historisches und Aktuelles zu Lehrerbildung, Schule und Deutschunterricht. Weimar: Bertuch 2005. ISBN 3-937601-20-1.
- (Als Hg.) Theodor Heidrich: Wege zu rhetorischem Bewusstsein. Positionen zur mündlichen Kommunikation zwischen 1976 und 1988 – ein Rückblick. Zum 75. Geburtstag am 4. Mai 2000. Flenscreen 2: Futura Edition Flensburg 2000. ISBN 3-924834-17-2.
- (Als Hg.) Mündliche Kommunikation, Interaktion, Mediennutzung. Zeitschrift für Kultur und Bildungswissenschaften. Flensburger Universitätszeitschrift, Heft 17, 2004.
- (Als Hg. zus. mit Günter Helmes) Sprachbilder, Sprachbildung, Sprachhandeln. Siegen: Carl Böschen Verlag 2008. ISBN 978-3-932212-73-4.

## Aufsätze (Auswahl)
- Mündlicher Sprachgebrauch. Sprachlich-kommunikatives Können komplex ausbilden. In: Deutschunterricht, Heft 1, 1994, S. 13–21.
- Mündliche Kommunikation als Ausdruck der eigenen Persönlichkeit sehen. In: Theodor Heidrich: Wege zu rhetorischem Bewusstsein. Herausgegeben von Marianne Polz. Flenscreen 2: Futura Edition Flensburg, 2000, S. 7–16.
- Laute und stille Plätze, laute und leise Töne. In: Stille Plätze. Beiträge zu Sprache und Literatur. Herausgegeben von Erich Unglaub. Flenscreen 4: Futura Edition Flensburg, 2001, S. 99–115.
- Mündlicher Sprachgebrauch. In: Kliewer, Heinz-Jürgen/Pohl, Inge (Hrsg.): Lexikon Deutschdidaktik. Baltmannsweiler: Schneider Hohengehren 2006. Darin bearbeitete Stichwörter unter Sigle PM: Ästhetische Kommunikation (S. 22–25), Dialogischer Sprachgebrauch (S. 79–83), Entwicklung gesprochener Sprache beim Schulkind (S. 101–107), Grundprozesse mündlicher Kommunikation (S. 205–211), Kommunikative Verfahren mündlichen Sprachgebrauchs (S. 320–326), Lehrersprache (S. 380–383), Monologischer Sprachgebrauch (S. 517–521), Mündlicher Sprachgebrauch (S. 523–530), Mündlicher Sprachgebrauch als Lerngegenstand (S. 530–535), Schülersprache (S. 675–678), Unterrichtskommunikation (S. 773–778), Wirkungsvoller mündlicher Sprachgebrauch (S. 808–811).
- Arbeit an Sachtexten und mündliches Sprachhandeln. In: Brekle, Wolfgang/Polz, Marianne (Hrsg.): Der Dialog geht weiter. Historisches und Aktuelles zu Lehrerbildung, Schule und Deutschunterricht. Weimar: Bertuch 2005, S. 39–63.
- Über die Mühen der Verdichtung von Informationen zu Stichwörtern und deren Entfaltung zu mündlichen Texten bei Grundschülern. In: Funke, Reinhold/Jäkel, Olaf/Januschek, Franz (Hrsg.): Denken über Sprechen. Facetten von Sprachbewusstheit. Flensburg Linguistics 2008, S. 149–168.
- Die Entwicklung des Lernbereichs: Von der Rhetorik zur Didaktik mündlicher Kommunikation (Kapitel A.1). In: Handbuchreihe Deutschunterricht in Theorie und Praxis (Hrsg. Ulrich, Winfried). 3. Teilband: Becker-Mrotzek, Michael (Hrsg.): Unterrichtskommunikation und Gesprächsdidaktik. Baltmannsweiler: Schneider 2009, S. 3–22.
- Methodenübersicht (Kapitel D.1). In: Handbuchreihe Deutschunterricht in Theorie und Praxis (Hrsg. Ulrich, Winfried). 3. Teilband: Becker-Mrotzek, Michael (Hrsg.): Unterrichtskommunikation und Gesprächsdidaktik. Baltmannsweiler: Schneider 2009, S. 223–250.
- Reflektiertes Sprachbewusstsein – Sichtweisen auf Elemente von Sprachkultur. In: Barz, André (Hrsg.): „Vergnügungen“: Sprache – Literatur – Leben. Festschrift für Wolfgang Brekle. Trier: WVT Wissenschaftlicher Verlag Trier 2010, S. 11–25.
- Der Zusammenhang von Lesen und „beiläufiger“ Wortschatzerweiterung und -vertiefung (Kapitel B.6). In: Handbuchreihe Deutschunterricht in Theorie und Praxis (Hg. Ulrich, Winfried). 7. Teilband: Pohl, Inge / Ulrich, Winfried (Hrsg.): Wortschatzarbeit. Baltmannsweiler: Schneider 2011, S. 107–124.
- Wortschatzarbeit in verschiedenen Schulstufen: Grundschule, Sek. I, Sek. II (Kapitel D.1). In: Handbuchreihe Deutschunterricht in Theorie und Praxis (Hg. Ulrich, Winfried). 7. Teilband: Pohl, Inge / Ulrich, Winfried (Hrsg.): Wortschatzarbeit. Baltmannsweiler: Schneider 2011, S. 363–399.
- Vorbereitung auf die schulische Wortschatzarbeit in Lehramtsstudiengängen und in der zweiten Phase der Lehrerbildung (Kapitel D.8). In: Handbuchreihe Deutschunterricht in Theorie und Praxis (Hg. Ulrich, Winfried). 7. Teilband: Pohl, Inge / Ulrich, Winfried (Hrsg.): Wortschatzarbeit. Baltmannsweiler: Schneider 2011, S. 475–492.
- „Oma, Buch angucken“. Beobachtungen zu Bilderbuchgesprächen. In: Zybatow, Tatjana/Harendarski, Ulf (Hrsg.): Sprechen, Denken und Empfinden. Münster. LIT Verlag 2013, S. 57–77.